# Phytonemus pallidus
Tarsonème de l'avoine, Tarsonème du fraisier
Espèce
Synonymes
- Tarsonemus pallidus Banks, 1899

Phytonemus pallidus, le Tarsonème de l'avoine ou Tarsonème du fraisier, est une espèce d'acariens de la famille des Tarsonemidae que l'on rencontre en Amérique du Nord et en Europe. C'est un ravageur de plantes cultivées,.

## Publication originale
- (en) Nathan Banks, « Tarsonemus in America », Proceedings of the Entomological Society of Washington, vol. 4,‎ 1899, p. 294-296 (lire en ligne)..